# مفوضية اللاجئين في مصر
المركز الرئيسي لمفوضية اللاجئين التابع ل الأمم المتحدة يهتم بشؤون اللاجئين في مصر كان مقره في منطقة المهندسين في القاهرة لكن تم نقله إلى منطقة 6 أكتوبر وذلك بسبب تواجد أغلب اللاجئين العراقيين والسودانيين وجنسيات أخرى في هذه المنطقة  

## وظيفته
تبحث المفوضية أوضاع اللاجئين وتدرس إعادة توطينهم إذا رغبوا وتتفق مع منظمة كاريتاس والتي تقدم معونات صحية بأسعار زهيدة بالإضافة إلى دعم مادي وخدمات تعليمية مجانية.

## تعامل الموظفيين مع اللاجئين
يشكو البعض من اللاجئين من المعاملة السيئة (كما هو الحال في الكثير من المفوضيات حول العالم) من قبل بعض الموظفين وذلك بسبب ان موظفي المفوضية مصريين واللاجئين من جنسيات أخرى فتحصل بعض المشاحنات بين الموظفيين والمواطنين وتحدث دائما شجارات بينهم ويتدخل حرس المفوضية لحل المشكلة.
موقع المفوضية 
http://www.unhcr.org/pages/49e486356.html